# Eduardo Capetillo
Eduardo Capetillo (Mexikóváros, Mexikó, 1970. április 13. –) mexikói színész, énekes.

## Életpályája
Fiatalon beiratkozott Martha Zabaleta színművész képző kurzusára. Karrierje akkor kezdődött, amikor második helyet ért el a Juguemos egy Cantar fesztiválon a Mi grupo toca Rock (A rockzenekar játszik) című dalával. Szerepelt a Grease spanyol színházi változatában is, 1983-ban pedig a Martín Garatuza című szappanoperában főszerepet játszott.
1986-ban Eduardo a Timbiriche nevű zenekar tagja volt egészen 1989-ig. 1991-ben a szólókarrierbe kezdett, kiadta első albumát a Dame Una Noche-t. 1992-ben Baila conmigo című telenovellában szerepelt és kiadta második albumát a Estoy Aquí-t. 1994-ben a Marimar című sorozatban Sergio Santibáñez-t alakította Thalia partnereként. 1995-ben jelent meg harmadik albuma, a Piel Ajena'.

## Családja
1994-ben kötött házasságot Bibi Gaytán színésznővel, aki egykor szintén a Timbiriche nevű zenekar tagja volt. 1998-ban együtt játszottak a Camila című szappanoperában. Gyermekiek: Eduardo Jr. (1994), Ana Paula (1997), Alejandra (1999), Manuel és Daniel (2014).

## Filmográfiája
| Év   | Cím                          | Eredeti cím                     | Szerep                          | Magyar hang                    |
| ---- | ---------------------------- | ------------------------------- | ------------------------------- | ------------------------------ |
| 2012 | A bosszú angyala             | La Otra Cara del Alma           | Roberto Monteaguado             | Haagen Imre                    |
| 2010 | A csábítás földjén Riválisok | Soy tu dueña                    | Horacio Acosta                  | Gubányi György / Sótonyi Gábor |
| 2009 |                              | Pecadora                        | Bruno/Bernny                    |                                |
| 2008 | A szerelem nevében           | En Nombre del Amor              | Javier Espinoza de los Monteros | Maday Gábor                    |
| 2007 |                              | Fuego en la sangre              |                                 |                                |
| 2007 | A mostoha                    | La Madrastra                    | Leonel                          | Sótonyi Gábor                  |
| 2005 |                              | Peregrina                       | Rodolfo/Aníbal                  |                                |
| 2004 |                              | Amy, la nina de la mochila azul | Octavio Betancourt              |                                |
| 2002 | Hajrá skacok                 | ¡Vivan los niños!               |                                 | Harmath Imre                   |
| 2001 |                              | El Secreto                      |                                 |                                |
| 1998 | Camilla                      | Camila                          | Miguel                          | Bor Zoltán                     |
| 1996 |                              | Canción de amor                 |                                 |                                |
| 1994 | Marimar                      | Marimar                         | Sergio Santibáñez               | Bor Zoltán                     |
| 1992 |                              | Baila conmigo                   |                                 |                                |
| 1991 |                              | Alcanzar una estrella II        |                                 |                                |
| 1990 |                              | Alcanzar una estrella           | Eduardo Casablanca/Ramon Santos |                                |
| 1989 |                              | Morir para vivir                |                                 |                                |
| 1986 |                              | Martín Garatuza                 |                                 |                                |
| 1985 |                              | Cementerio del terror           |                                 |                                |
| 1982 |                              | Jugemos a cantar                |                                 |                                |

## Fordítás
- Ez a szócikk részben vagy egészben  az   Eduardo Capetillo című angol Wikipédia-szócikk fordításán alapul.  Az eredeti cikk szerkesztőit annak laptörténete sorolja fel. Ez a jelzés csupán a megfogalmazás eredetét és a szerzői jogokat jelzi, nem szolgál a cikkben szereplő információk forrásmegjelöléseként.

## Külső hivatkozások
- A MySpace-en
- Hivatalos honlap
- Eduardo Capetillo
- Eduardo Capetillo